# Erika Bergmann
Erika Bergmann, geb. Erika Belling, ab 1939 in 1. Ehe Erika Koch (* 3. Januar 1915 in Berlin-Neukölln; † 1996 in Guben) war eine für ihre Grausamkeit berüchtigte Aufseherin im KZ Ravensbrück.

## Leben
Sie stammte aus einfachen Verhältnissen, war unehelich geboren und wuchs bei den Großeltern auf. 1933/34 zog sie nach Altstrelitz, um in einem Hotel zu arbeiten. 1935 bis 1936 war sie im Kreiskrankenhaus Prenzlau als Gehilfin auf der Krankenstation. Von 1937 bis 1943 arbeitete sie in der Munitionsanstalt Fürstensee. Am 15. April 1943 wurde sie als Aufseherin in das KZ Ravensbrück eingezogen. Dort ließ sie u. a. einen weiblichen Häftling von ihrem Hund beißen und im Schilf verbluten. Ende 1944 wechselte sie zum KZ-Außenlager Neu Rohlau. Darauf wechselte sie noch zum KZ-Außenlager Oederan bei Chemnitz. Nach eigenen Angaben diente sie aber bis zum Kriegsende im KZ Genthin bei Magdeburg.
Von Mai 1945 bis Juni 1945 arbeitete sie als Hilfsschwester im Krankenhaus Genthin. Im Juni 1945 kehrte sie nach Altstrelitz zurück. Dort arbeitete sie ab 1953 in einem Altenpflegeheim, wo sie erst wegen einer Beschwerde über ihre Härte auffiel. Bisher war sie positiv beurteilt worden und sogar SED-Mitglied geworden. Am 12. November 1955 wurde sie in Neubrandenburg zu lebenslanger Haft verurteilt. Bis Mai 1991 verbüßte sie insgesamt 36 Jahre ihrer Strafe im Frauengefängnis Hoheneck.